# Jakow Georgijewitsch Wladimirow
Jakow Georgijewitsch Wladimirow (russisch Яков Георгиевич Владимиров; * 22. Juli 1935 in Moskau) ist ein russischer Schachkomponist. Er ist Kandidat der technischen Wissenschaften und arbeitet im Pensionsalter noch als Dozent am Moskauer Luftfahrtinstitut.

## Schachkomposition
Seine erste Aufgabe veröffentlichte Wladimirow 1955. Er ist ein universeller Schachkomponist und beherrscht nahezu alle Genres und Stile. Besonders erfolgreich war er auf dem Gebiet der Drei- und Mehrzüger, aber auch im Selbstmatt. Dominierend sind seine Leistungen im Vierzüger. Zusammen mit Lew Loschinski trug er dank seiner Universalität durch Bewältigung auch komplizierter vorgegebener Themen in der Mannschaftsweltmeisterschaft wesentlich zu den Erfolgen seines Landes bei.
Bis vor wenigen Jahren noch wurde er mehrmals Mannschaftsweltmeister im Lösen von Schachaufgaben und Studien.
1965 wurde Wladimirow zum Internationalen Schiedsrichter für Schachkomposition ernannt.
Seit 1988 ist er Großmeister für Schachkomposition.
Er ist Verdienter Meister des Sports Russlands.
|   | a | b | c | d | e | f | g | h |   |
| 8 |   |   |   |   |   |   |   |   | 8 |
| 7 |   |   |   |   |   |   |   |   | 7 |
| 6 |   |   |   |   |   |   |   |   | 6 |
| 5 |   |   |   |   |   |   |   |   | 5 |
| 4 |   |   |   |   |   |   |   |   | 4 |
| 3 |   |   |   |   |   |   |   |   | 3 |
| 2 |   |   |   |   |   |   |   |   | 2 |
| 1 |   |   |   |   |   |   |   |   | 1 |
|   | a | b | c | d | e | f | g | h |   |

Lösung:

1. Ka2–b1! droht 2. Tb3–b4+ Kc4–c5 3. Tb4–b5+ Kc5–c4 4. Tb5–c5 matt

1. … Sf8–d7 2. Tb3–c3+! (A) d4xc3 3. Sg2–e3+ (B) f4xe3 4.  d2–d3 (C) matt

1. … Te8–e5 2. Sg2–e3+! (B) f4xe3 3.  d2–d3+ (C) e4xd3 4. Tb3–c3 (A) matt

1. … Sf8–e6 2. d2–d3+!  (C) e4xd3 3. Tb3–c3+ (A) d4xc3 4. Sg2–e3 (B) matt

Ein komplizierter taktischer Gedanke, in dem erstmals der Mechanismus einer Drittelfesselung mit einem zyklischen Wechsel der zweiten, dritten und vierten Züge in einem Vierzüger dargestellt wurde.

## Organisator
Wladimirow arbeitet seit langer Zeit in der Kommission für Schachkomposition seines Landes, zuletzt als Vorsitzender.
Seit etwa 40 Jahren ist er Redakteur in verschiedenen Zeitschriften: 64 - schachmatnoje obosrenije, Bulletin des zentralen Schachklubs, Schachmatnaja komposizija. In anderen Zeitschriften arbeitet er aktiv mit: Uralski problemist, Sadatschi i etjudy. Etwa ein Jahrzehnt lang vertrat er sein Land in der PCCC.

## Werke (Auswahl)
- Jakow Georgijewitsch Wladimirow u. a.: Grossmeister schachmatnoj komposizii. Moskau 1980 (russisch)
- Jakow Georgijewitsch Wladimirow u. a.: Leonid Kubbel. Moskau 1984 (russisch)
- Jakow Georgijewitsch Wladimirow: Kak reschat sadatschi i etjudy. Moskau 1986 (russisch)

In letzter Zeit gab Wladimirow eine Vielzahl von Broschüren und Büchern mit Schachaufgaben und Studien aus aller Welt heraus. Diese Publikationen kommen allerdings kaum seinen Leistungen in der Schachkomposition nahe.
- Jakow Georgijewitsch Wladimirow: Tworzy schachmatnoj krasoty. Moskau
- Jakow Georgijewitsch Wladimirow: 1000 Priklutscheni na schachmatnoj doske. Moskau
- Jakow Georgijewitsch Wladimirow: 1000 schachmatych sgadok. Moskau
- Jakow Georgijewitsch Wladimirow: 1000 schedewrow schachmatnoj komposizii.
- Jakow Georgijewitsch Wladimirow: 1000 schachmatych Etjudow. Moskau 2003, ISBN 5-271-05741-0
- Jakow Georgijewitsch Wladimirow: 1000 schachmatych Sadatsch. Moskau
- Jakow Georgijewitsch Wladimirow, Andrei Wladimirowitsch Seliwanow: Solotaja kniga schachmatnoj komposizii. Moskau 2007